# Allium siculum
Allium siculum là một loài thực vật có hoa trong họ Amaryllidaceae. Loài này được Ucria mô tả khoa học đầu tiên năm 1793.

## Hình ảnh

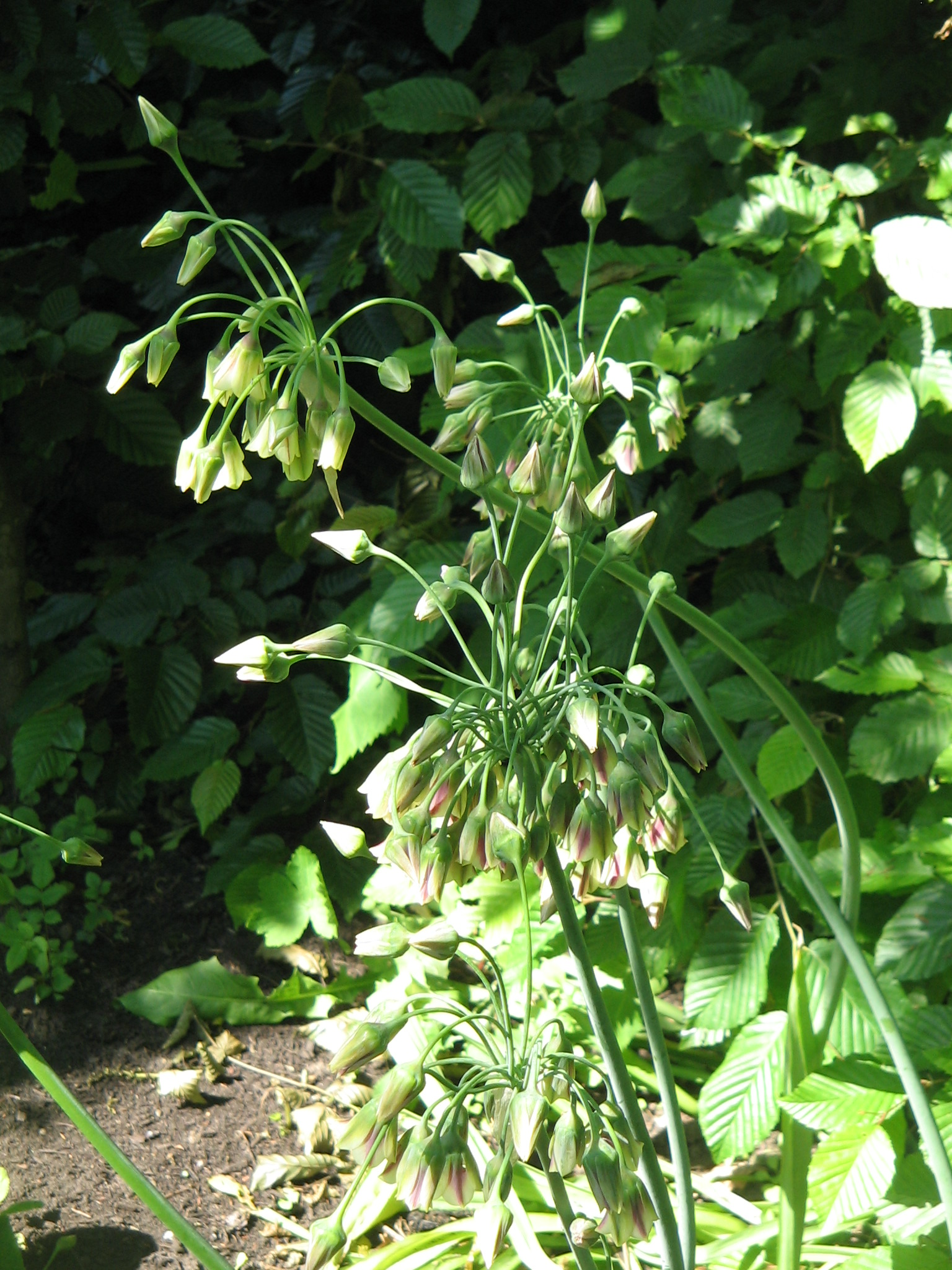
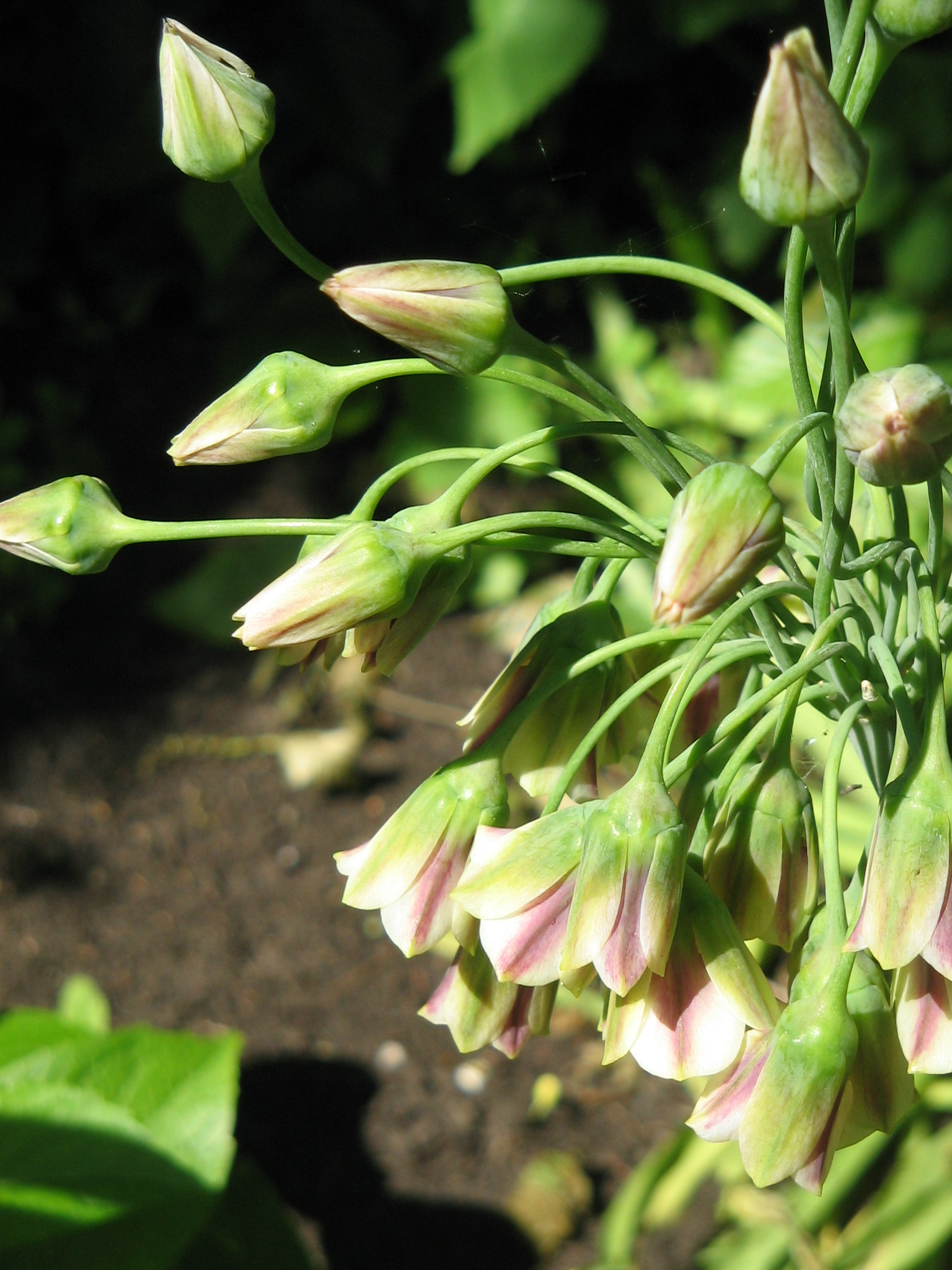
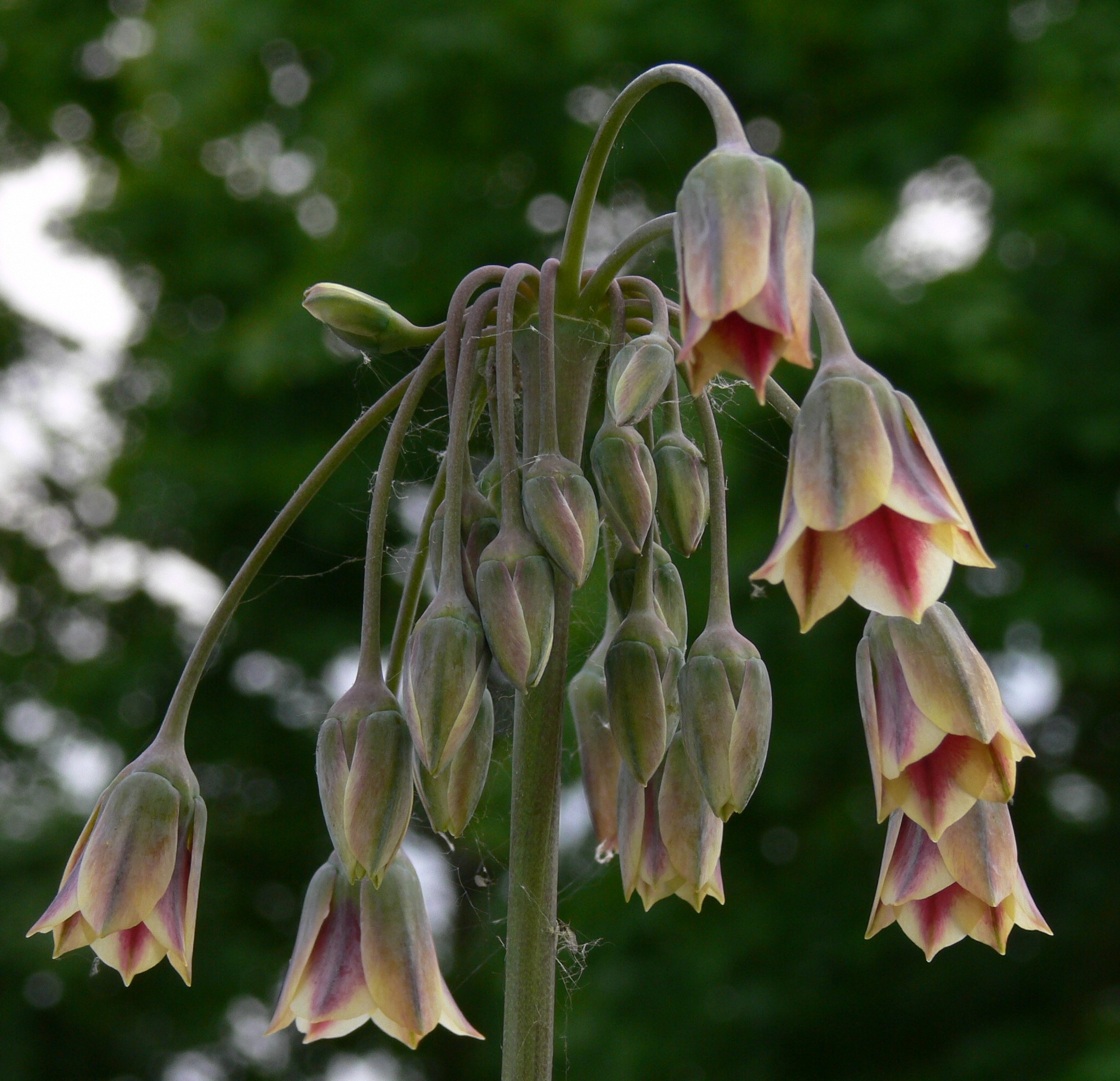
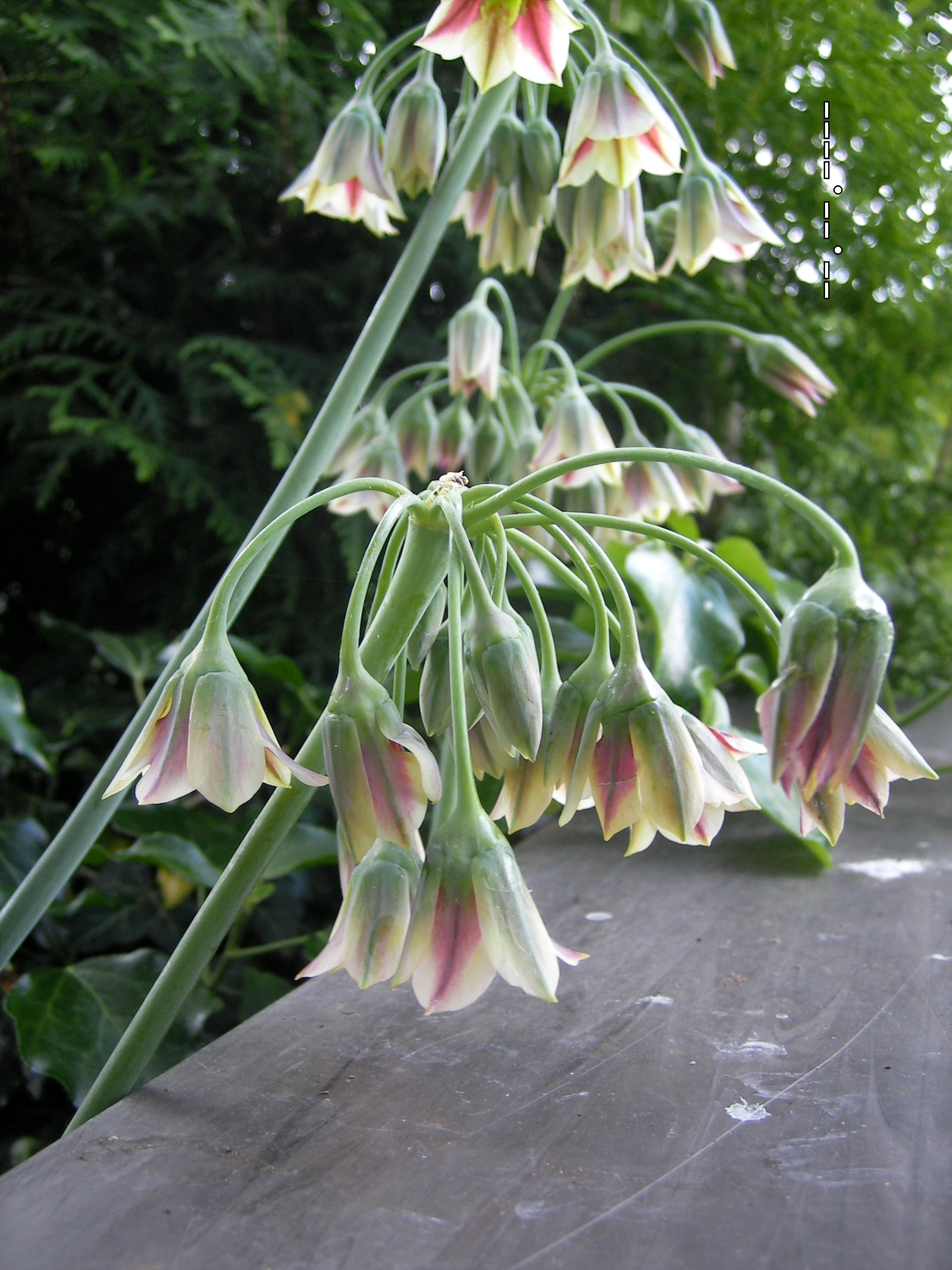